# Kaede Saitō
Kaede Saitou (斉藤 楓, Saitou Kaede) es un personaje de la serie de anime y manga Angelic Layer. Su ángel es Blanche (blanco en francés) al que trata como su hija. Es la 6.º personaje más popular de la serie. Kaede significa Arce. 

## Kaede enAngelic Layer
Kaede Saitou es una Deus increíblemente poderosa. Su madre está muerta y por eso trata a su ángel Blanche como si fuera su hija, ya que no quiere sentirse sola. Empezó como Deus, cuando uno de los amigos de su padre le llevó de regalo un pingüino de peluche con un Ángel Egg. Y así Kaede se volvió Deus.
Asegura que continuara peleando hasta donde Blanche lo quiera. A pesar de su apariencia tierna y amable es una gran jugadora y su ángel Blanche es increíblemente poderoso. Es muy carismática y se hace amiga de Misaki rápidamente.
Su mejor amiga es Sai Jōnouchi quien es el polo opuesto de Kaede. Su diseño es parecido al de Fuu Hodouji de Magic Knight Rayearth por el peinado y gafas. Es llamada La sonrisa que ilumina el corazón por tener una sonrisa adorable. Su grito de pelea es Blanche, todo es del modo en que tu lo piensas!!!. 
Curiosamente, Blanche aparece en Tsubasa: RESERVoir CHRoNiCLE en la Ciudad de Otou, donde se presenta ante Sakura y Shaoran.

## Kaede enChobits
Kaede es la hermana mayor de Minoru. Pero solo se ve en flashbacks de este, pues murió hace poco de una enfermedad. Kaede fue la base de Minoru para crear a Yuzuki. Minoru quedó traumatizado por la muerte de Kaede hasta que gracias a Yuzuki la acepta como es y no por el parecido con su hermana.
- Datos: Q5957593